# Els Cortals (la Llaguna)
Els Cortals, antigament els Cortals d'Ovança, és un veïnat del terme comunal de la Llaguna, a la comarca del Conflent, de la Catalunya del Nord.
Està situat a llevant del poble de la Llaguna, a 1.734,5 m alt en el vessant occidental del Puig de la Tossa.
Està format per un petit grup de cases, sense església, dessota mateix de l'important Bosc dels Cortals, que forma part actualment del Bosc Comunal de la Llaguna.
Pertanyia a la Baronia de Nyer, per tant, a la família de Banyuls, almenys des del 1340 i fins a la Revolució Francesa. Aleshores fou creada la comuna dels Cortals, que el 1822 era annexada a la Llaguna.